# Best seller
Per best seller (o bestseller) s'intende principalmente un'opera narrativa o saggistica venduta in un numero di copie notevolmente elevato in un delimitato arco di tempo (letteralmente l'espressione inglese significa "che vende meglio di tutti gli altri"). Il termine in senso lato può altresì designare qualsiasi tipo di merce con elevati tassi di vendita in un dato e limitato periodo.
Lo sviluppo di tale fenomeno è collegato soprattutto alla diffusione dei mezzi di comunicazione di massa, che attraverso la pubblicità diretta e indiretta permettono di diffondere rapidamente l'interesse per un'opera. In assenza di questo fattore si possono avere vendite consistenti distribuite su lunghi lassi di tempo (persino secoli); si parla allora di long seller (appartengono a questa categoria classici come Le avventure di Pinocchio. Storia di un burattino di Carlo Collodi e Moby Dick di Herman Melville o testi sacri come la Bibbia).

## Tra qualità e diffusione
Secondo Vittorio Spinazzola si possono distinguere due tipologie di best seller:
1. Best seller di qualità: nasce come opera d'arte e ha grande successo per motivi che non sono controllabili; non è un prodotto del momento ed è destinato in genere a diventare un classico e un long seller. Un esempio può essere Siddharta di Hesse, o prima ancora I dolori del giovane Werther di Goethe. Un ulteriore esempio è il Decameron di Boccaccio, immediatamente tradotto per Spagna, Catalogna, Germania e Paesi slavi, ma nei primi due secoli dopo la scrittura veniva considerato una lettura amena per poi essere ammesso tra i classici.
2. Best seller di consumo: libro creato ad hoc per raggiungere molto pubblico. Ogni dettaglio, dalla veste grafica accattivante al costo contenuto, viene studiato per consentire la più ampia accoglienza possibile da parte del mercato. Si tratta in genere di un romanzo di facile lettura (fast book), spesso legato a fenomeni culturali del momento e talvolta associato abbastanza direttamente a una trasposizione filmica. Esempi recenti sono i romanzi Chick lit come Il diavolo veste Prada.

Tale distinzione non ha lo scopo di gettare fango sui best seller di consumo, bensì di affermare il fatto che i saggi e i romanzi di alta tiratura ma di qualità siano possibili. L'italianista scrive infatti che:
(Vittorio Spinazzola, Alte tirature. La grande narrativa d'intrattenimento italiana, Fondazione Arnoldo e Alberto Mondadori-Il Saggiatore, Milano, 2012)
In Italia il fenomeno dei best seller si è affermato a partire dagli inizi degli anni sessanta del XX secolo, con i cosiddetti "best seller all'italiana" (ad esempio Il giardino dei Finzi-Contini di Bassani). Celebri best seller italiani divenuti tali anche in molti Paesi esteri sono stati Il Gattopardo di Giuseppe Tomasi di Lampedusa, Il nome della rosa di Umberto Eco e, negli anni novanta, Va' dove ti porta il cuore di Susanna Tamaro.